# ميرفي جنسن
ميرفي جنسن (بالإنجليزية: Murphy Jensen)‏ مواليد 30 أكتوبر 1968 في لودينغتون، هو لاعب كرة مضرب أمريكي سابق بدأ مسيرته كمحترف سنة 1991 وكان يلعب باليد اليسرى، اعتزل اللعب في 2006. كما أنه أحد أبطال الجراند سلام. أعلى تصنيف له في الفردي كان المركز الـ 586 في سنة 1993.

## بطولات حققها
- دورة رولان غاروس الدولية

## وصلات خارجية
- الموقع الرسمي

## روابط خارجية
- ميرفي جنسن على موقع IMDb (الإنجليزية)
- ميرفي جنسن على موقع قاعدة بيانات الفيلم (الإنجليزية)

- ميرفي جنسن على موقع رابطة محترفي التنس (الإنجليزية)
- ميرفي جنسن على موقع الاتحاد الدولي لكرة المضرب (الإنجليزية)
- ميرفي جنسن على موقع خلاصة التنس.كوم (الإنجليزية)
- ميرفي جنسن على موقع إي إس بي إن.كوم (الإنجليزية)